# Hulstfamilie
De hulstfamilie (Aquifoliaceae) is een familie van tweezaadlobbige planten. Het zijn meest groenblijvende struiken en bomen met leerachtige bladeren. De familie komt wereldwijd voor, speciaal in de Nieuwe Wereld en het zuidoosten van Azië.
De familie telt ruim 400 soorten in waarschijnlijk één geslacht, waarvan in Nederland alleen de soort hulst (Ilex aquifolium) voorkomt. Vaak wordt ook een tweede geslacht, Nemopanthus onderscheiden, maar dat zal ingevoegd moeten worden bij Ilex.
De bessen en bladeren zijn sterk giftig. De drank maté oftewel Paraguay thee wordt vervaardigd van de bladeren van de matéplant (Ilex paraguariensis).
Het Cronquist-systeem (1981) rangschikte de hulstfamilie in de orde Celastrales. Het APG II-systeem (2003) plaatst de familie in de Aquifoliales.

## Geslachten
- Ilex
- Nemopanthus

## Beschreven geslachten en soorten
- Geslacht: Ilex
  - Ilex aquifolium (hulst)
  - Ilex canariensis
  - Ilex crenata (Japanse hulst)
  - Ilex paraguariensis (matéplant)